# Contea di Miller (Missouri)
La contea di Miller in inglese Miller County è una contea dello Stato del Missouri, negli Stati Uniti. La popolazione al censimento del 2000 era di 23 564 abitanti. Il capoluogo di contea è Tuscumbia.